# Tasaka Tomotaka

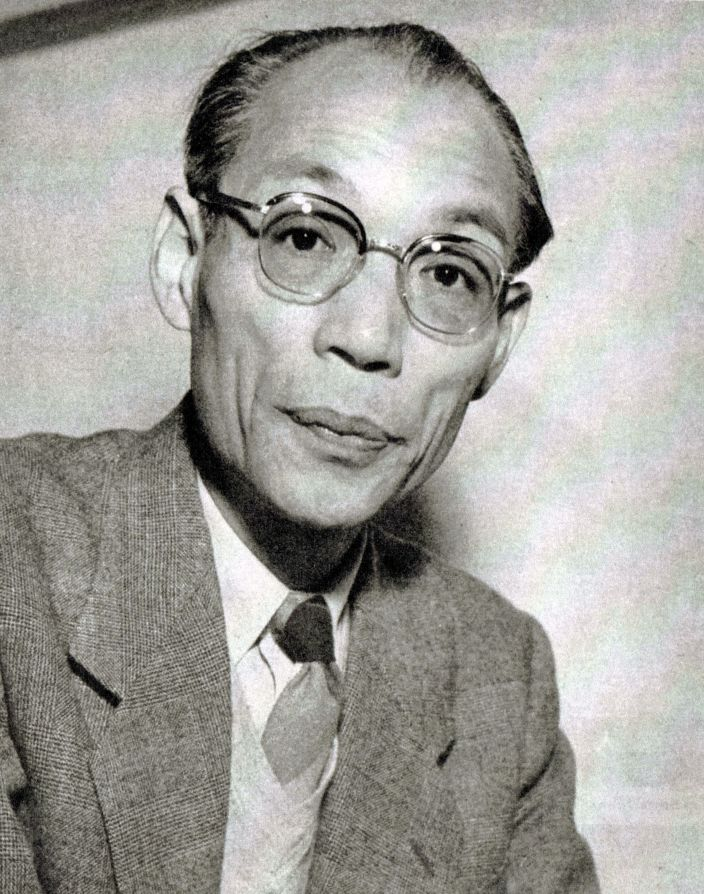
Tasaka Tomotaka

Tasaka Tomotaka (japanisch 田坂 具隆; geb. 14. April 1902 in der Präfektur Hiroshima; gest. 17. Oktober 1974) war ein japanischer Filmregisseur.

## Leben und Werk
Tasaka Tomotaka begann 1924 seine Arbeit bei dem Filmunternehmen Nikkatsu. Bereits ab 1926 arbeitete er als Regisseur. Tasakas Filme sind bekannt für ihre genaue Darstellung von Details der Zeit, in der der Film spielt und für ihre genaue Darstellung der Orte. Tasaka schuf 1938 Meisterwerke in zwei verschiedenen Kategorien: Mit „Gonin no sekkōhei“ (五人の斥候兵) – „Fünf Späher“ und „Tsuchi no heitai“ (土の兵隊) – „Morast und Soldaten“ schuf Tasaka das Genre des Kriegsfilms. Im selben Jahr übernahm er „Robō no ishi“ (路傍の石) – „Steine am Wegesrand“, einen Roman von Yamamoto Yūzō als Vorlage für denn gleichnamigen Film. Dieser Film wird als einer der besten über die Meiji-Zeit (1868–1912) angesehen.
Tasaka erlitt 1945 durch den Atombombenabwurf auf Hiroshima schwere Verbrennungen und verbrachte vier Jahre im Krankenhaus. Zu seinen Nachkriegsarbeiten gehören „Jochūkko“ (女中ッ子) – „Das Kind des Dienstmädchens“ 1955, „Kyō no inochi“ (今日のいのち) – „Das Leben von heute“ 1957, „Hi no ataru sakamichi“ (陽のあたる坂道) – „Hangweg unter der Sonne“ 1958. Für diesen Film wurde Tasaka mit dem Blue Ribbon Award ausgezeichnet. Danach wechselte Tasaka zum Filmunternehmen „Bungei Eiga“ (文芸映画) und drehte u. a. „Gobanchō Yūgirirō“ (五番町夕霧楼) – „Yūgiri-Bordell vom 5. Bezirk“ 1963 und „Umi no koto“ (湖の琴) – „Harfe am See“ 1966.